# Dolní Malá Úpa
Dolní Malá Úpa (německy Nieder Kleinaupa) je vesnice, část obce Malá Úpa v okrese Trutnov. Nachází se asi 4,5 km na jih od Malé Úpy. Prochází zde silnice II/252. V roce 2009 zde bylo evidováno 108 adres. V roce 2001 zde trvale žilo 46 obyvatel.
Dolní Malá Úpa je také název katastrálního území o rozloze 7,41 km2.

## Historie
První písemná zmínka o obci pochází z roku 1748.

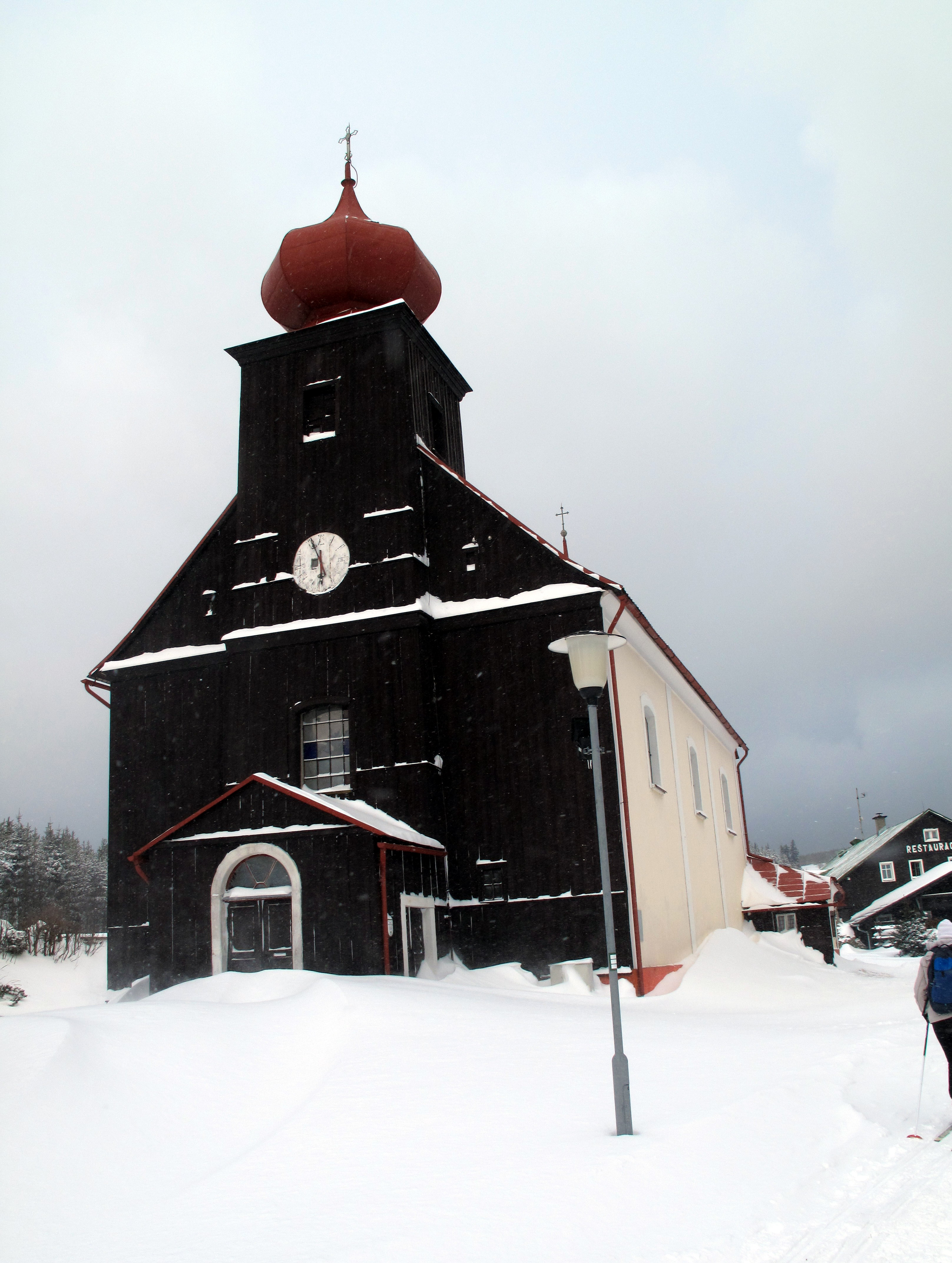
Kostel Petra a Pavla

## Pamětihodnosti
- Kostel svatého Petra a Pavla
- Venkovské domy čp. 30, 31, 33, 34, 35, 36, 37, 38, 48, 66, 71, 84, 109
- horský penzion Modrý pavilon (čp. 112)
- Fara (čp. 69)
- Venkovský dům čp. 12 v Šímových chalupách

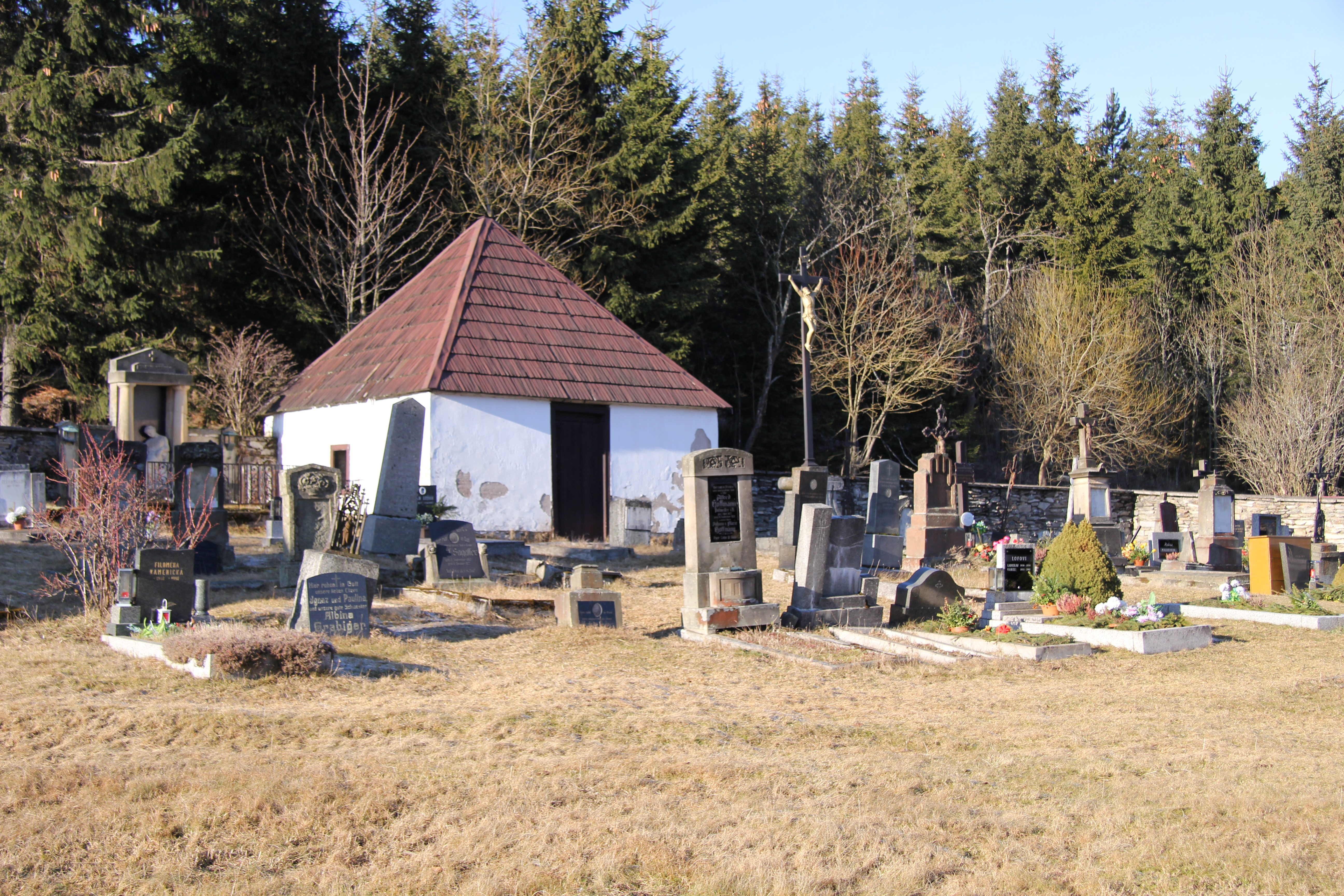
Hřbitov